# Соколя (Нижньосілезьке воєводство)
Соколя (пол. Sokola) — село в Польщі, у гміні Пашовиці Яворського повіту Нижньосілезького воєводства.
Населення — 162 особи (2011).
У 1975-1998 роках село належало до Легницького воєводства.

## Демографія
Демографічна структура станом на 31 березня 2011 року:
|          | Загалом | Допрацездатний вік | Працездатний вік | Постпрацездатний вік |
| -------- | ------- | ------------------ | ---------------- | -------------------- |
| Чоловіки | 81      | 9                  | 70               | 2                    |
| Жінки    | 81      | 19                 | 48               | 14                   |
| Разом    | 162     | 28                 | 118              | 16                   |

## Галерея

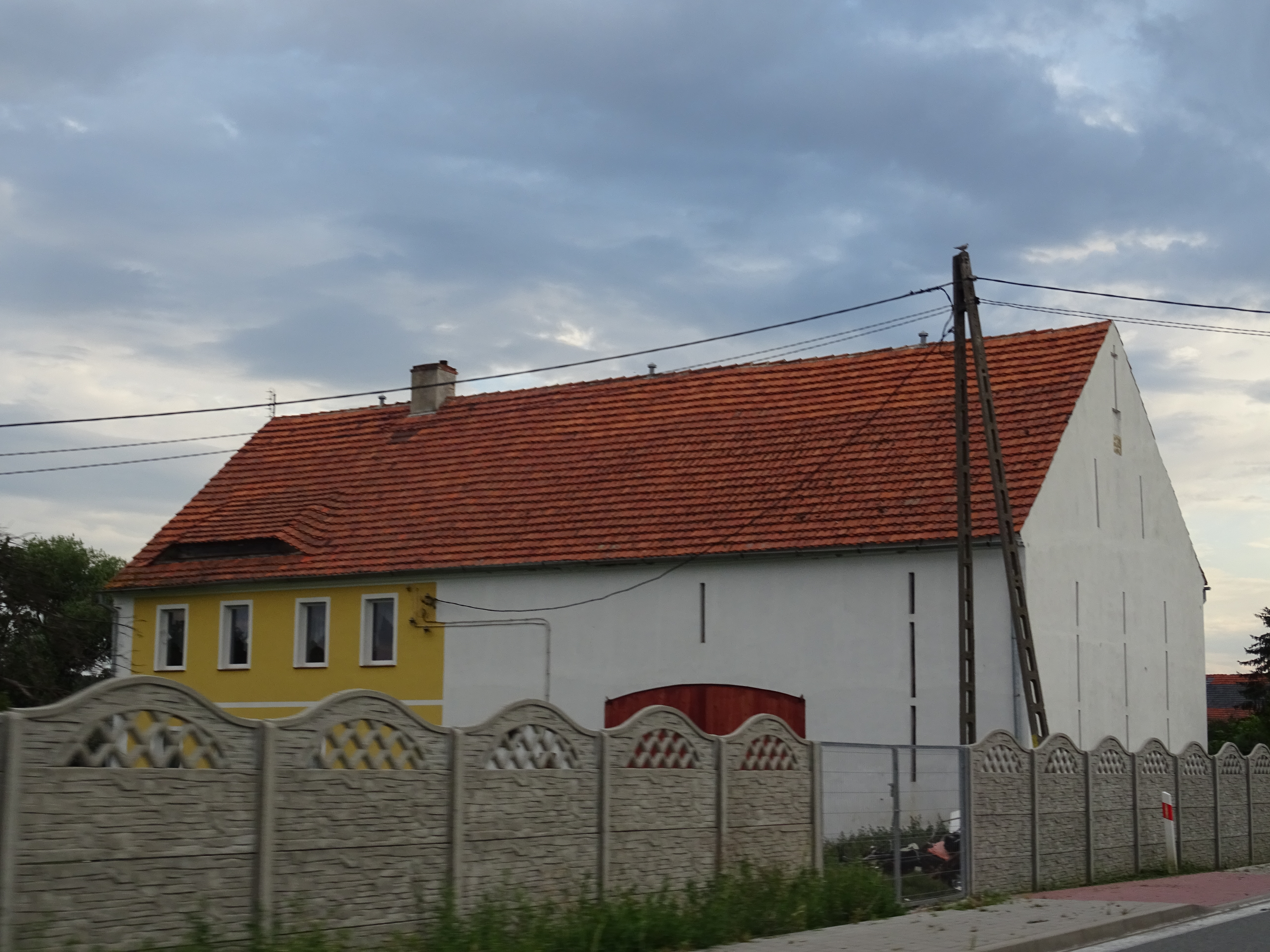
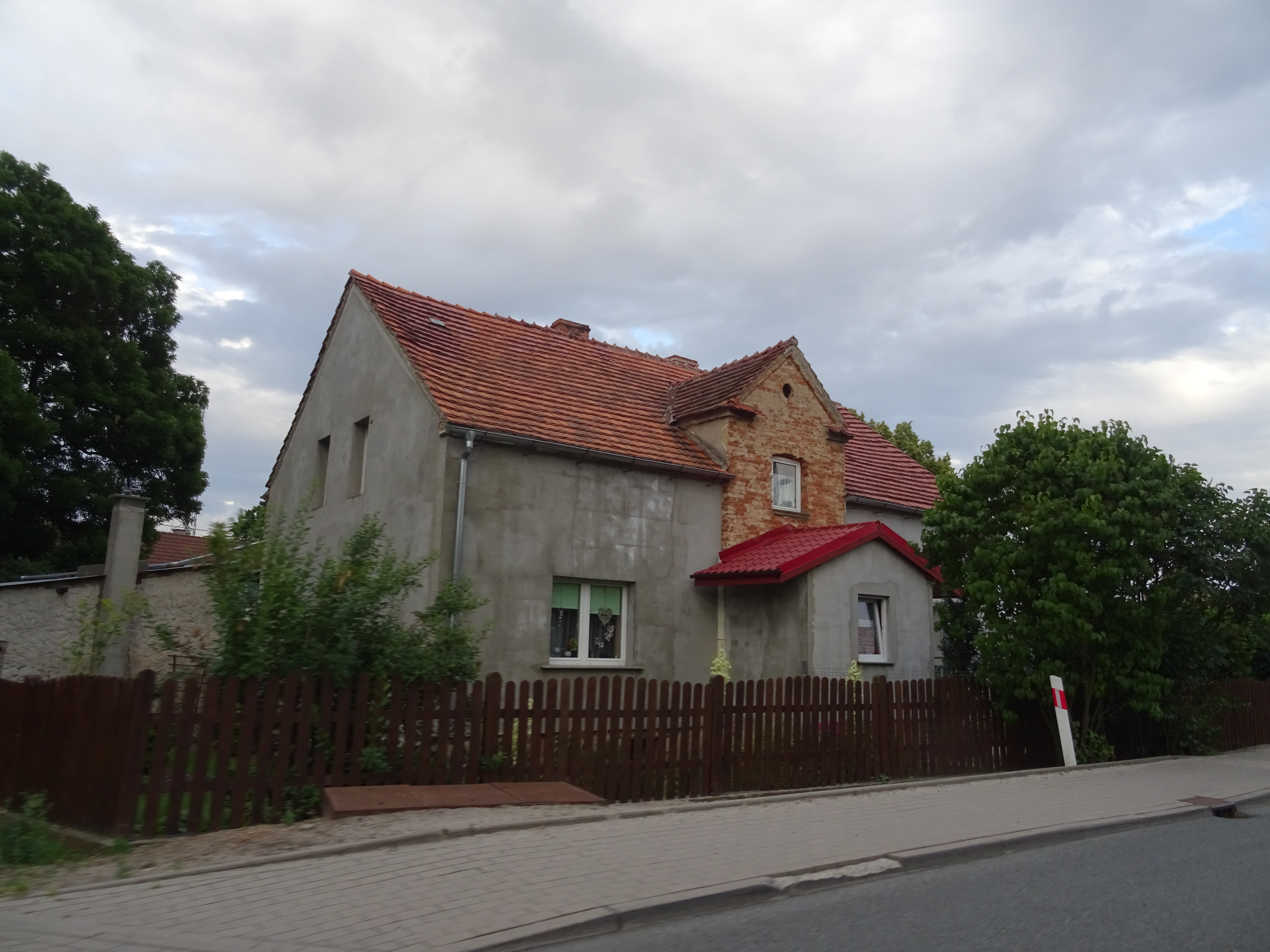
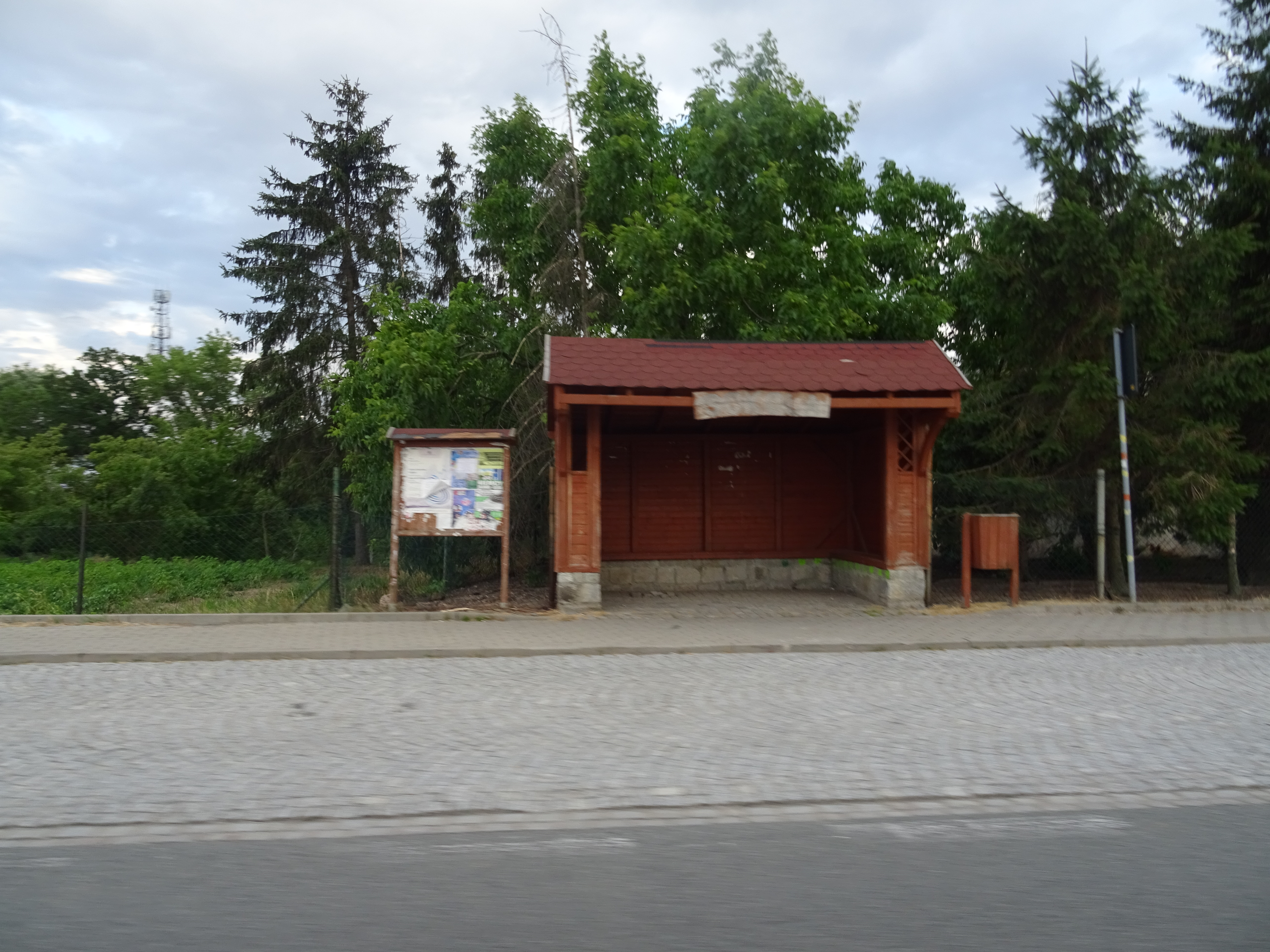
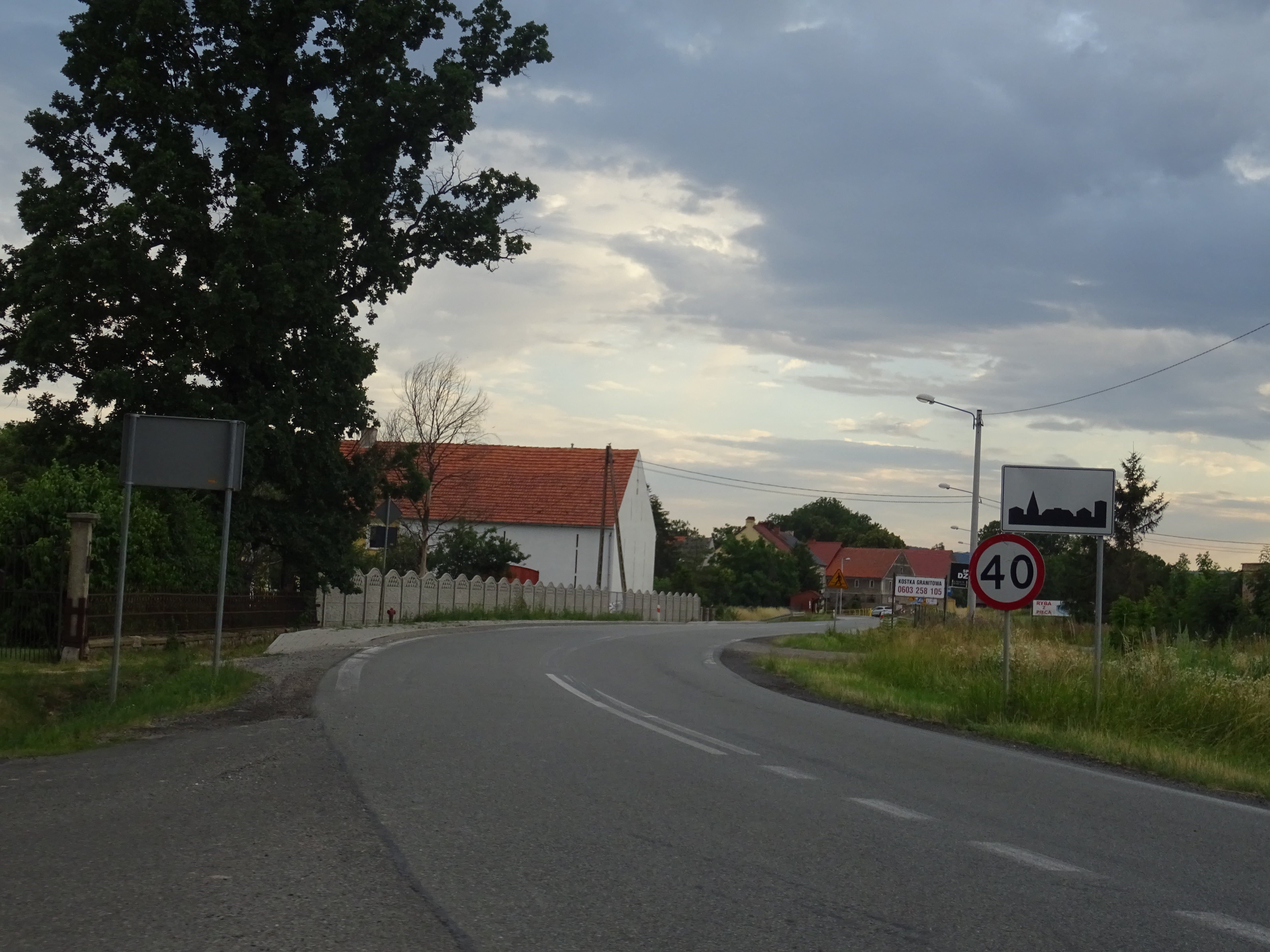